# BMW G70
Der BMW G70  ist eine Limousine der siebten Generation des BMW 7ers und wurde als Nachfolger des G11 im April 2022 in der Kleinen Olympiahalle München präsentiert. Wie alle seine Vorgänger wird er im BMW-Werk Dingolfing hergestellt. Marktstart war im November 2022.

## Modellgeschichte

### Allgemeines
Die Gestaltung zielt auf den asiatischen Markt. Auch im Hinblick darauf wird für den Fond ein etwas über 31 Zoll großer Bildschirm angeboten. Die Türen öffnen und schließen elektrisch auf Knopfdruck oder durch Anstoßen. Die gegenüber dem Vorgänger um 13 cm längere Karosserie wird nur mit einem einzigen Radstand hergestellt; er liegt über dem der bisherigen Langversion. Der cW-Wert ist bei der elektrischen Version mit 0,24 am günstigsten. Der Hersteller verwendet für alle Antriebsarten seine modifizierte CLAR-Plattform. Das Fahrzeug war für autonomes Fahren der Stufe drei vorbereitet, zum Dezember 2023 wurde die Technik mit der Möglichkeit, die Hände vom Lenkrad zu lassen, als Sonderausstattung verfügbar. Erkennt das System Grenzen, wird der Fahrer optisch und akustisch gewarnt und der Wagen gegebenenfalls bis zum Stillstand abgebremst. Der Rahmen der BMW-Niere kann beleuchtet werden.

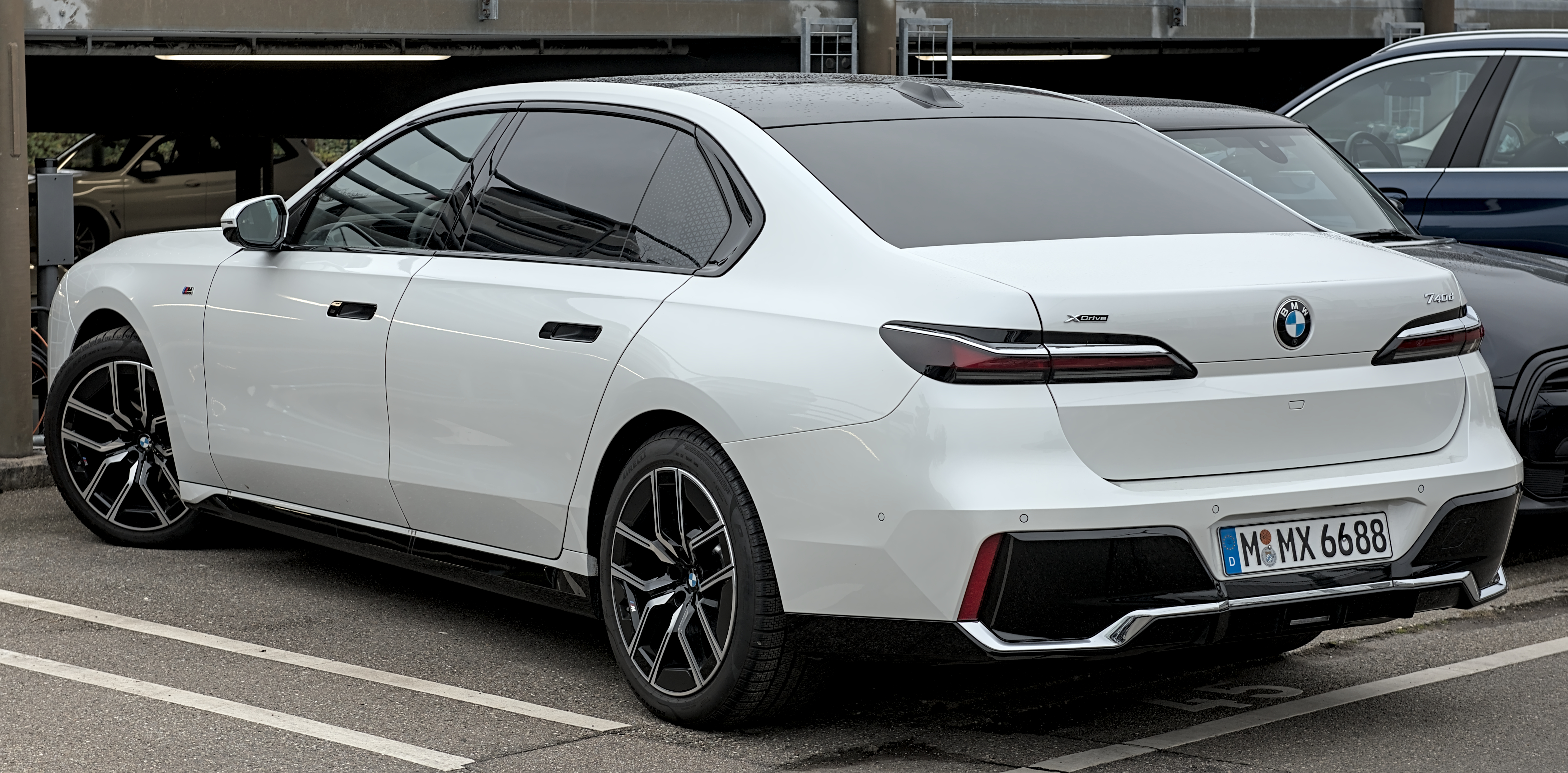
Heckansicht
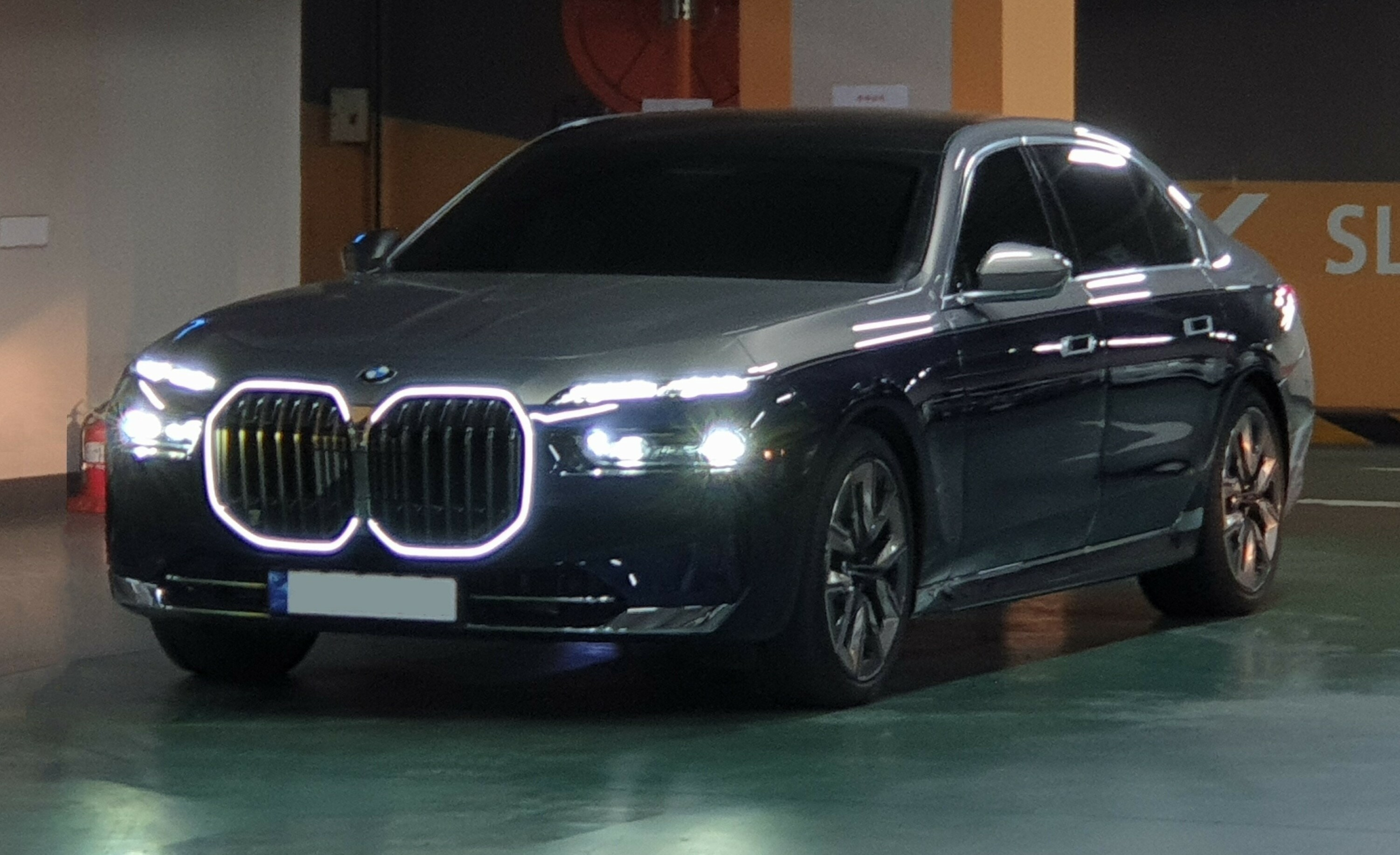
Beleuchtete Niere
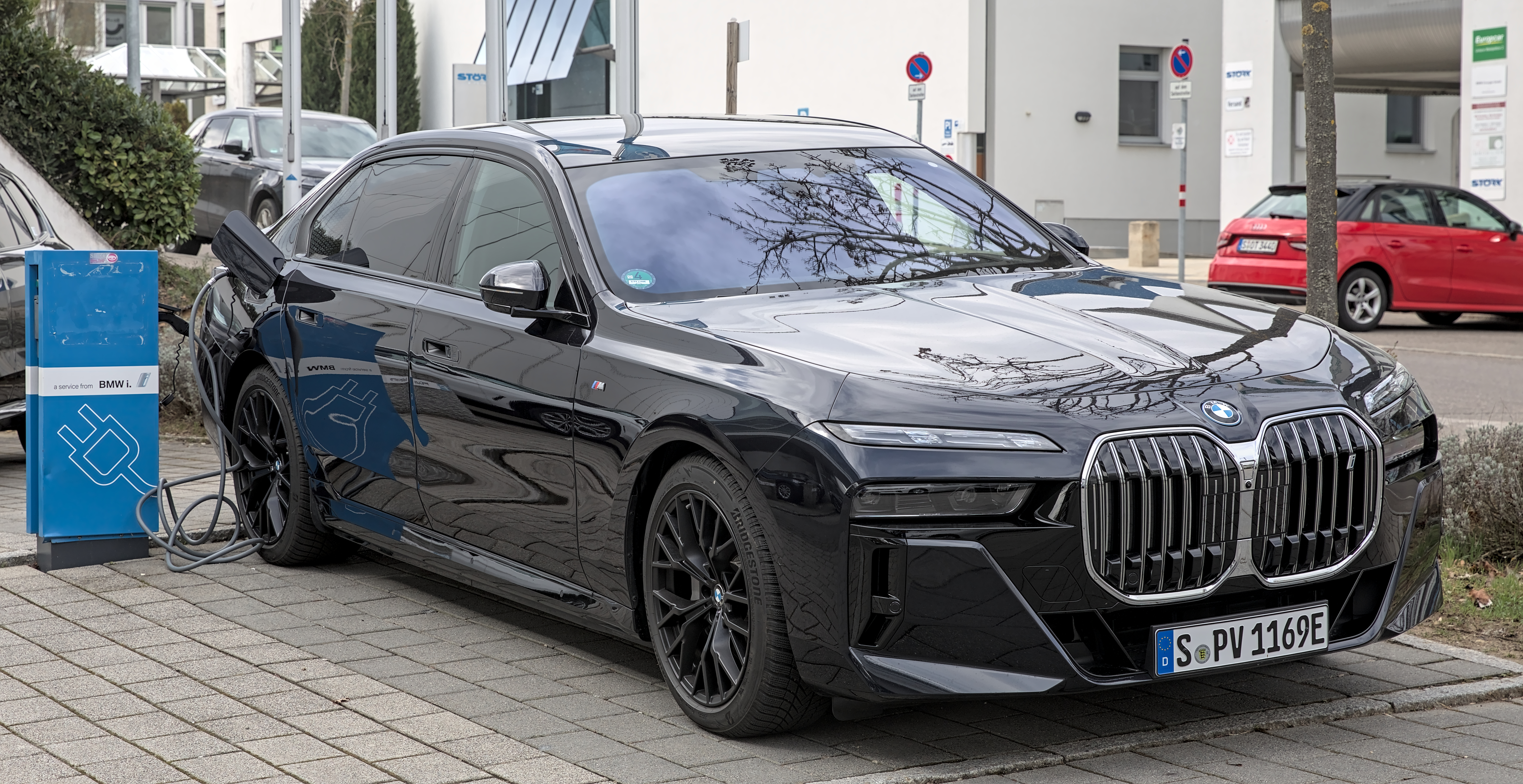
BMW i7 xDrive 60 (seit 2022)
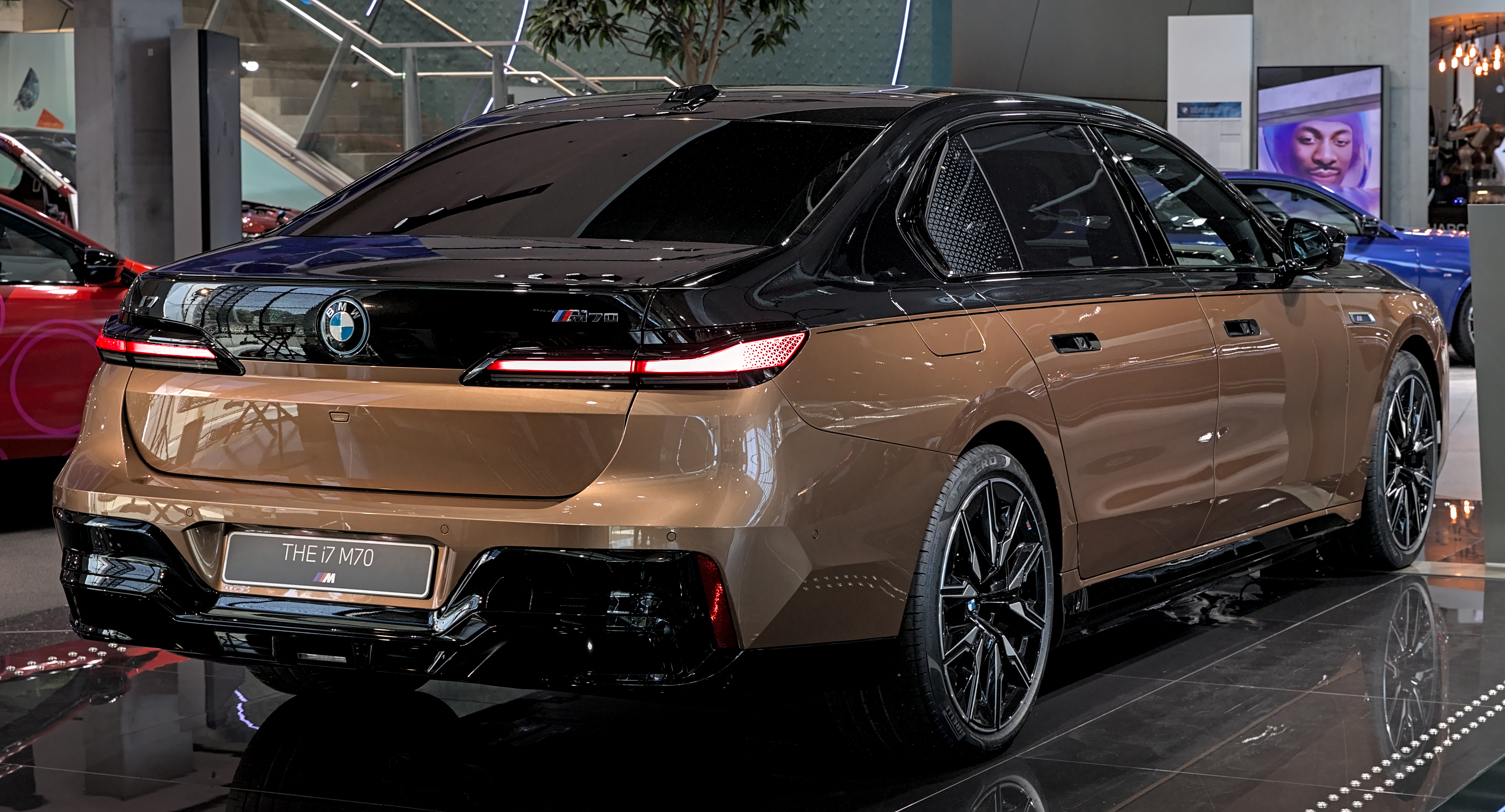
BMW i7 M70 xDrive (seit 2023)

### Innenraum
Der Steuerknopf für Radio, Navigation und anderen Komfort (iDrive) hat eine Kristallglasoptik, neu ist eine Bedienfläche mit nahtlos integrierten Touchbedienflächen (Interaction Bar), die etwa in Höhe der Lenkradmitte über die ganze Innenraumbreite läuft und bis in die Türverkleidung reicht. Sie ist hinterleuchtet; die Farben können die Passagiere in einem entsprechenden Menü (My Modes) beeinflussen. Das Panorama-Glasdach hat entsprechend veränderbare LED-Leuchtfäden. Im Fond kann ein 31,3-Zoll-8K-Bildschirm eingebaut werden.

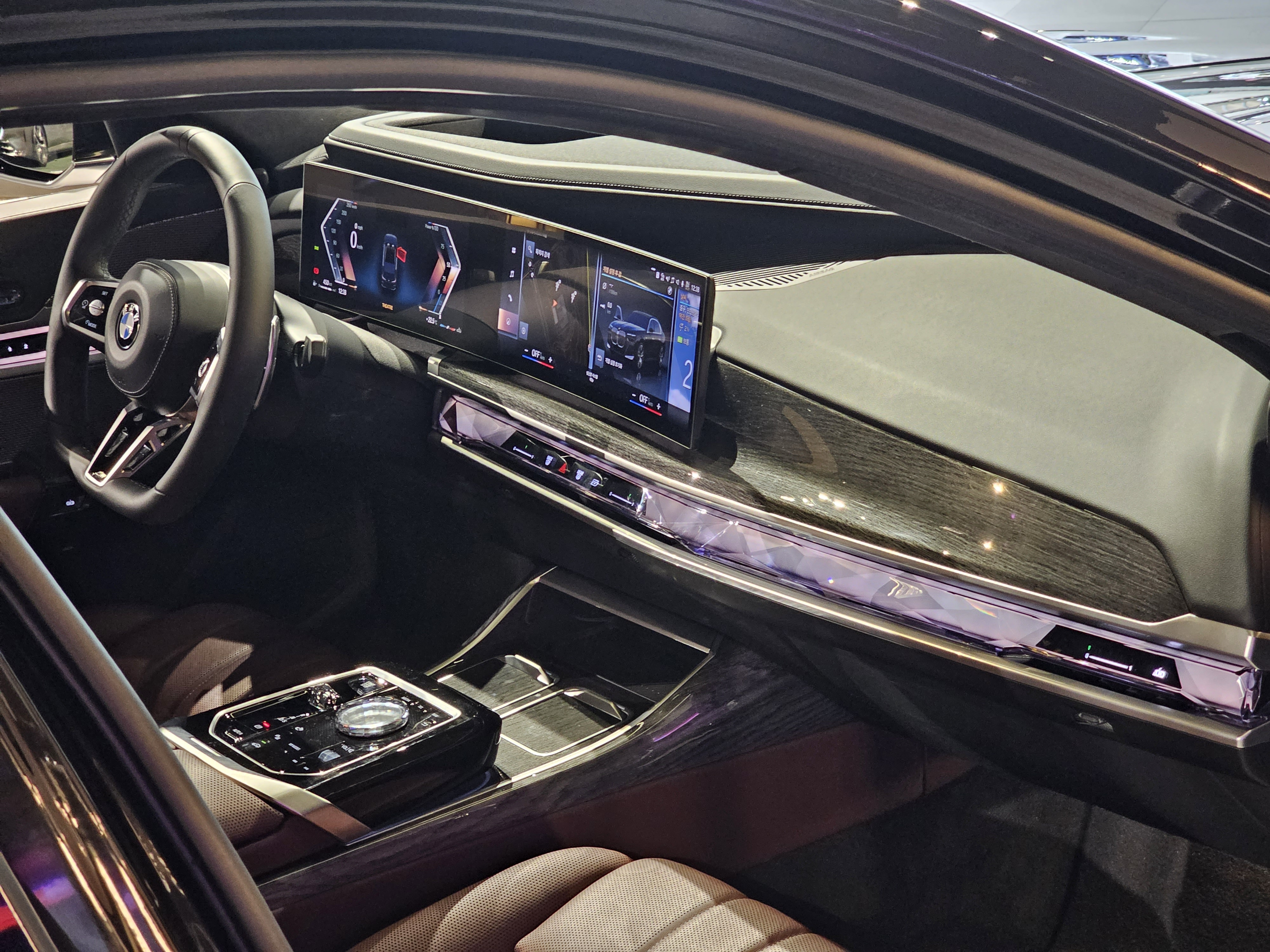
I-Tafel
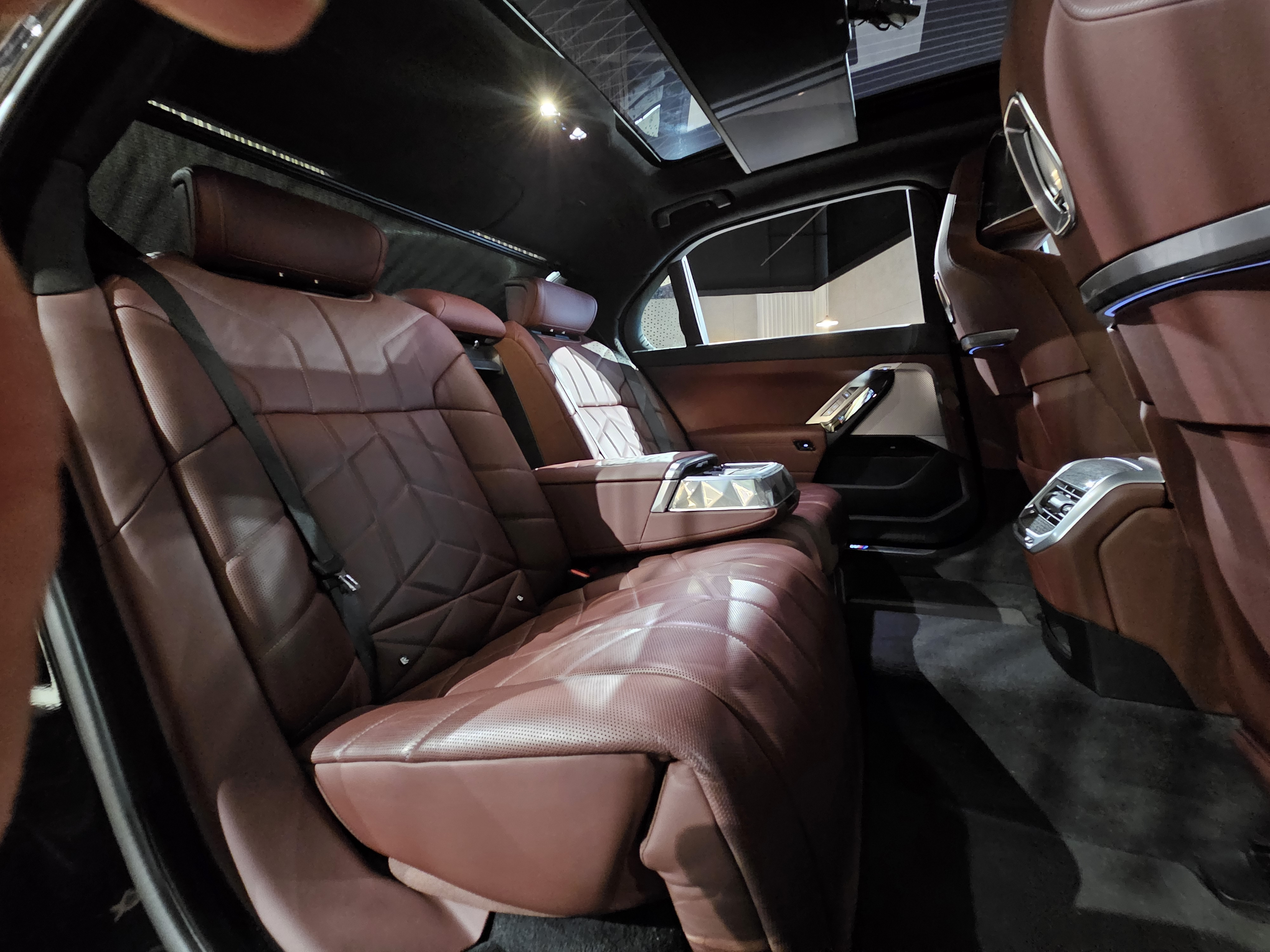
Zweite Sitzreihe
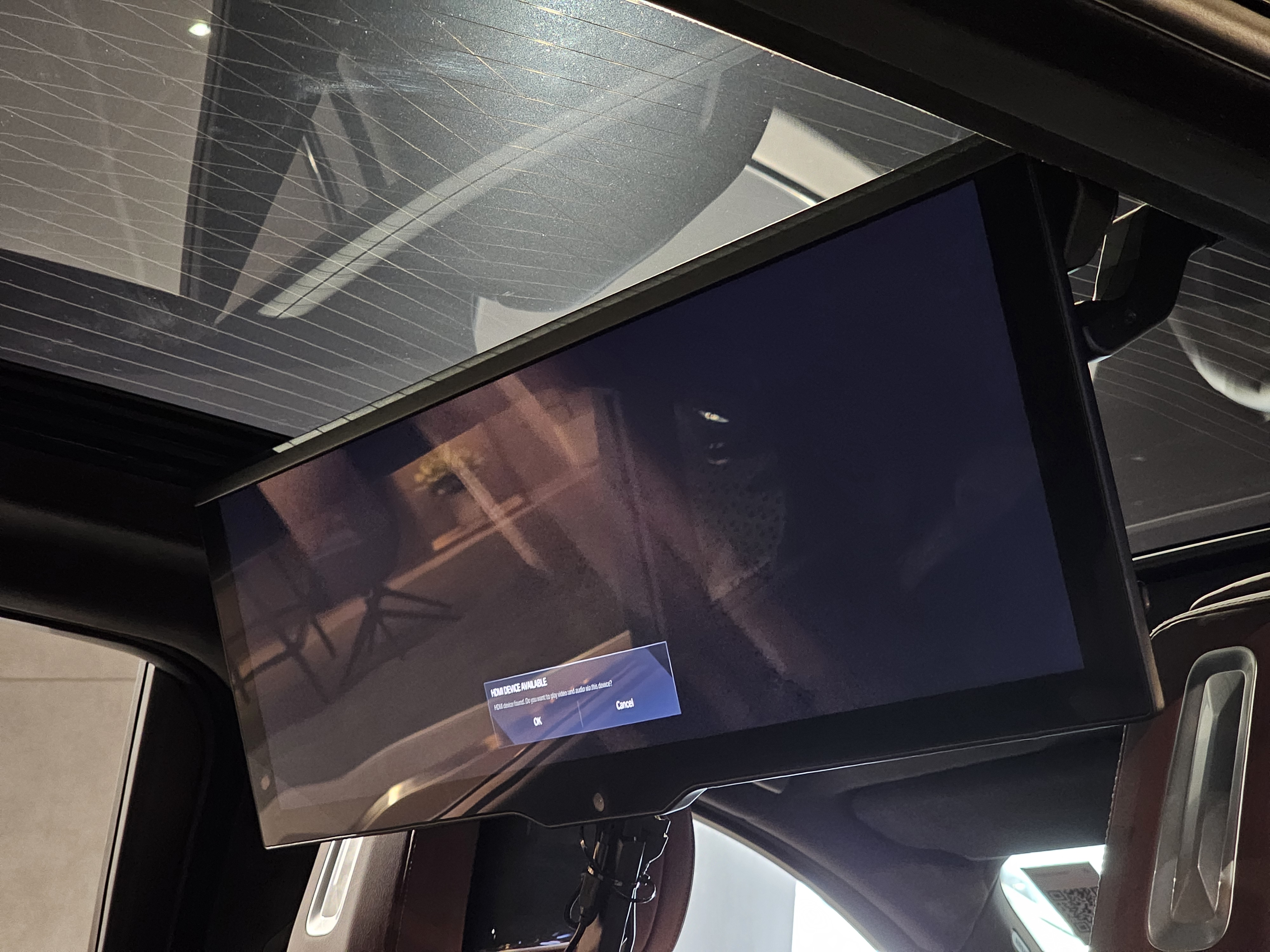
Fond mit Glasdach und 31,3 Zoll-Bildschirm
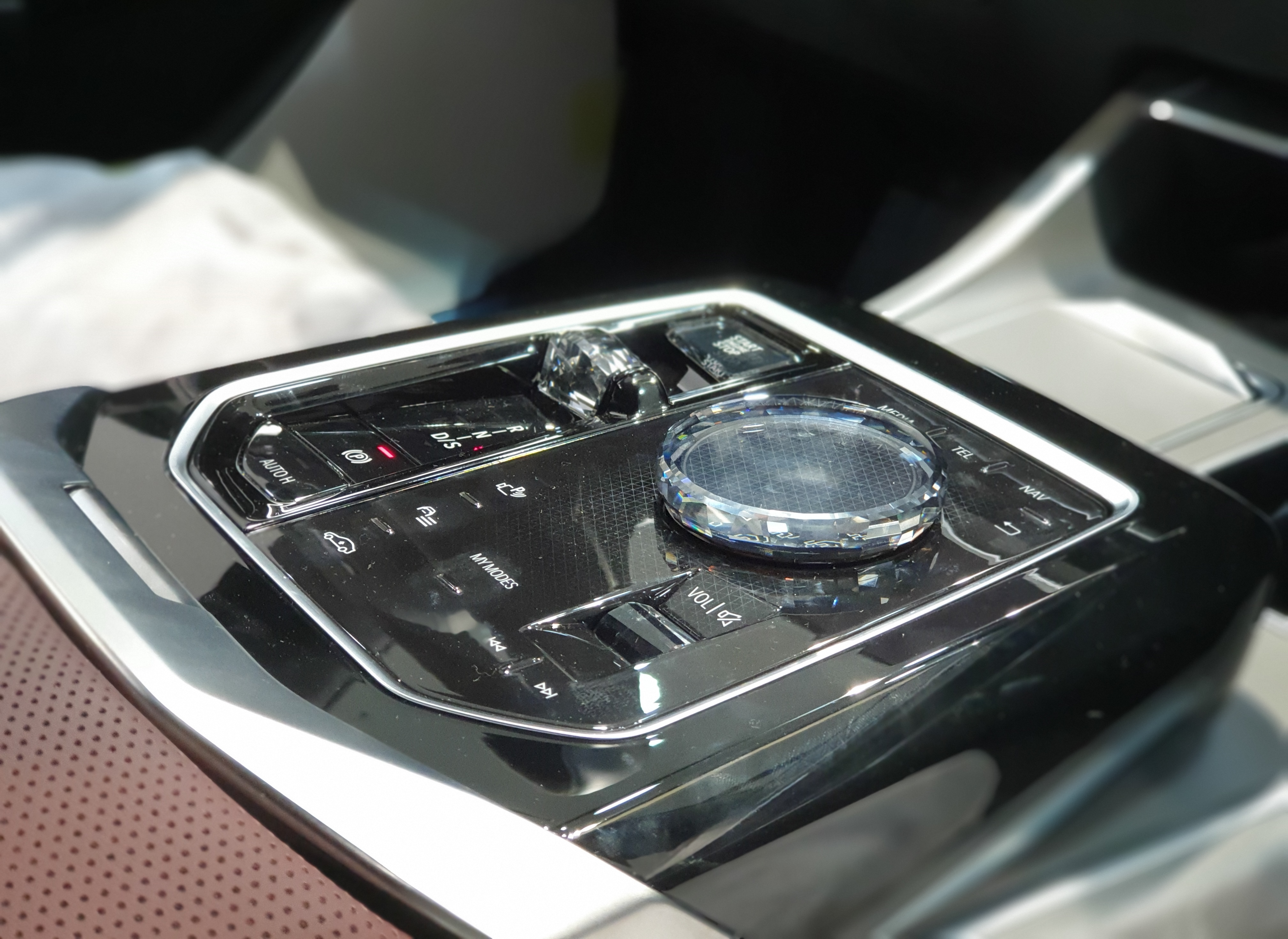
Mittelkonsole mit Controller

## Technik

### Antrieb
Obgleich BMW Europas Flottenvorgaben übererfüllte, bleibt das Angebot von Verbrennungsmotoren in Europa auf Sechszylinder beschränkt. Das erste in Europa angebotene Modell ist seit November 2022 die rein elektrische Variante i7 xDrive60, die je Achse mit einem Elektromotor ohne Permanentmagneten („stromerregt“) ausgestattet ist; zusammen ergibt sich eine Leistung von 400 kW (544 PS) und 745 Nm Drehmoment; die Höchstgeschwindigkeit beträgt 240 km/h. Die 102-kWh-Batterie im Wagenboden wiegt etwa 700 kg. Sie kann mit 195 kW Gleichstrom geladen werden. Weiter werden in Europa seit März 2023 ein Dieselmotor und zwei Plug-in-Hybrid-Systeme angeboten, deren Ottomotoren nach dem Miller-Verfahren arbeiten (B58TÜ2): Der Diesel 740d xDrive leistet 210 kW (286 PS) und gibt zwischen 1500 und 2500/min maximal 650 Nm Drehmoment ab, mit der 48-Volt-Elektro-Unterstützung (Mildhybrid) ergeben sich 220 kW (299 PS) Systemleistung und 670 Nm. Der 750e xDrive leistet insgesamt 360 kW (490 PS), wovon 220 kW vom Verbrennungsmotor kommen, und hat ein Drehmoment von 700 Nm, und der M760e xDrive mit 420 kW (571 PS) und 800 Nm Drehmoment. Die elektrische WLTP-Reichweite liegt über 80 km.
Für die USA gibt es den BMW B58 als 740i und einen 4,4-Liter-Turbo-V8 als 760i xDrive mit 400 kW (544 PS) und 750 Nm Drehmoment. In China gibt es die Modelle 735i mit 210 kW und 740i mit 280 kW. Auch diese Versionen mit Verbrennungsmotor erreichen eine Höchstgeschwindigkeit von 250 km/h. Der 7er erhält auch die mit dem 1er 2019 vorgestellte aktornahe Radschlupfbegrenzung, bei der die Antriebsschlupfregelung in die Motorsteuerung integriert ist. Das verkürzt die Signalwege zum ESP-Steuergerät (bei BMW DSC, Dynamische Stabilitäts Control), sodass Regeleingriffe bis zu zehnmal schneller sein sollen.
Auf der Shanghai Auto Show präsentierte BMW im April 2023 das elektrische Topmodell i7 M70 xDrive mit einer maximalen Leistung von 485 kW (660 PS). Die Markteinführung war im Juli 2023. Im gleichen Monat wurde auch der schwächere i7 eDrive50 mit Hinterradantrieb eingeführt.

### Fahrwerk
Anders als beim Vorgängerfahrzeug wird bislang nur ein Radstand angeboten; er beträgt 3,215 Meter und entspricht fast genau dem der längeren Version der Mercedes S-Klasse. Weiter hat das Fahrwerk vorn eine Doppelquerlenker- und hinten eine Fünflenkerachse. Gelenkt wird mit einer elektromechanischen Servolenkung mit lenkwinkelabhängiger Übersetzung, die Lenkkraftunterstützung ist geschwindigkeitsabhängig. Zudem lässt sich eine komfortbetonte oder eine sportliche Kennlinie einstellen. Gegen Aufpreis gibt es eine Allradlenkung, die den Wendekreis um 0,8 m verkleinert. Ab Frühjahr 2023 ist es möglich, sämtliche Ein- und Ausparkmanöver außerhalb des Fahrzeugs mit einem Smartphone zu steuern. Ein Manövrierassistent kann durch GPS und Aufzeichnung der Lenkbewegungen verschiedene Rangiermanöver mit Streckenlänge von bis zu 200 Metern abspeichern, das ist für zehn Orte möglich.
Beide Achsen haben Luftfederung mit automatischer Niveauregulierung und elektronisch geregelten Dämpfern, womit der Wagen im Sportmodus um 10 mm abgesenkt, darüber hinaus auch 20 mm angehoben werden kann. Eine Wankstabilisierung, die mit 48-Volt-Schwenkmotoren arbeitet, kann ergänzt werden. Die Radgröße beträgt 19 Zoll, auf Wunsch sind Räder bis zu 22 Zoll Größe lieferbar.

## Technische Daten
|                                                                          | 735i (1)                       | 740i (1)                       | 760i xDrive (1)                | 740d xDrive                    | 740d xDrive                    | 750e xDrive                    | 750e xDrive                    | M760e xDrive                   | M760e xDrive                   | i7 eDrive50                       | i7 xDrive60                                         | i7 M70 xDrive                                       |
| ------------------------------------------------------------------------ | ------------------------------ | ------------------------------ | ------------------------------ | ------------------------------ | ------------------------------ | ------------------------------ | ------------------------------ | ------------------------------ | ------------------------------ | --------------------------------- | --------------------------------------------------- | --------------------------------------------------- |
| Bauzeitraum                                                              | seit 11/2022                   | seit 11/2022                   | seit 11/2022                   | 03/2023–06/2023                | seit 06/2023                   | 03/2023–06/2023                | seit 06/2023                   | 03/2023–06/2023                | seit 06/2023                   | seit 07/2023                      | seit 11/2022                                        | seit 07/2023                                        |
| Antrieb                                                                  |                                |                                |                                |                                |                                |                                |                                |                                |                                |                                   |                                                     |                                                     |
| Motorart                                                                 | Ottomotor                      | Ottomotor                      | Ottomotor                      | Dieselmotor                    | Dieselmotor                    | Ottomotor + Elektromotor       | Ottomotor + Elektromotor       | Ottomotor + Elektromotor       | Ottomotor + Elektromotor       | Elektromotor                      | 2 Elektromotoren                                    | 2 Elektromotoren                                    |
| Motorbauart                                                              | R6                             | R6                             | V8                             | R6                             | R6                             | R6                             | R6                             | R6                             | R6                             | fremderregte Synchronmaschine     | fremderregte Synchronmaschine                       | fremderregte Synchronmaschine                       |
| Gemischaufbereitung                                                      | Benzindirekteinspritzung       | Benzindirekteinspritzung       | Benzindirekteinspritzung       | Common-Rail-Einspritzung       | Common-Rail-Einspritzung       | Benzindirekteinspritzung       | Benzindirekteinspritzung       | Benzindirekteinspritzung       | Benzindirekteinspritzung       | —                                 | —                                                   | —                                                   |
| Aufladung                                                                | Twin-Scroll-Turbolader         | Twin-Scroll-Turbolader         | zwei Twin-Scroll-Turbolader    | Twin-Scroll-Turbolader         | Twin-Scroll-Turbolader         | Twin-Scroll-Turbolader         | Twin-Scroll-Turbolader         | Twin-Scroll-Turbolader         | Twin-Scroll-Turbolader         | —                                 | —                                                   | —                                                   |
| Motortyp                                                                 | BMW B58                        | BMW B58                        | BMW S68                        | BMW B57                        | BMW B57                        | BMW B58                        | BMW B58                        | BMW B58                        | BMW B58                        | Hinterachse: HA0004N0             | Vorderachse: HA0002N0 Hinterachse: HA0003N0         | Vorderachse: HA0002N0 Hinterachse: HA0004N0         |
| Hubraum                                                                  | 2998 cm³                       | 2998 cm³                       | 4395 cm³                       | 2993 cm³                       | 2993 cm³                       | 2998 cm³                       | 2998 cm³                       | 2998 cm³                       | 2998 cm³                       | —                                 | —                                                   | —                                                   |
| max. Leistung bei 1/min                                                  | 210 kW (286 PS)/ 5000–6500     | 280 kW (380 PS)/ 5200–6250     | 400 kW (544 PS)/ 5500          | 220 kW (299 PS)/ 4000          | 220 kW (299 PS)/ 4000          | 360 kW (489 PS)/ 5000–6500     | 360 kW (489 PS)/ 5000–6500     | 420 kW (571 PS)/ 5200–6250     | 420 kW (571 PS)/ 5200–6250     | 335 kW (455 PS)                   | 400 kW (544 PS)                                     | 485 kW (660 PS)                                     |
| Dauerleistung (30 min)                                                   | —                              | —                              | —                              | —                              | —                              | —                              | —                              | —                              | —                              | 125 kW (170 PS)                   | 135 kW (184 PS)                                     | 135 kW (184 PS)                                     |
| max. Drehmoment bei 1/min                                                | 425 Nm/ 1750–4500              | 540 Nm/ 1850–5000              | 750 Nm/ 1800–5000              | 650 Nm/ 1500–2500              | 650 Nm/ 1500–2500              | 700 Nm/ 1750–4700              | 700 Nm/ 1750–4700              | 800 Nm/ 1850–5000              | 800 Nm/ 1850–5000              | 650 Nm                            | 745 Nm                                              | 1100 Nm                                             |
| Getriebe, serienmäßig                                                    | 8-Stufen-Automatikgetriebe (2) | 8-Stufen-Automatikgetriebe (2) | 8-Stufen-Automatikgetriebe (2) | 8-Stufen-Automatikgetriebe (2) | 8-Stufen-Automatikgetriebe (2) | 8-Stufen-Automatikgetriebe (2) | 8-Stufen-Automatikgetriebe (2) | 8-Stufen-Automatikgetriebe (2) | 8-Stufen-Automatikgetriebe (2) | Festübersetzung Hinterachse: 8,77 | Festübersetzung Vorderachse: 8,77 Hinterachse: 9,37 | Festübersetzung Vorderachse: 8,77 Hinterachse: 8,77 |
| Antrieb, serienmäßig                                                     | Hinterradantrieb               | Hinterradantrieb               | Allradantrieb xDrive           | Allradantrieb xDrive           | Allradantrieb xDrive           | Allradantrieb xDrive           | Allradantrieb xDrive           | Allradantrieb xDrive           | Allradantrieb xDrive           | Hinterradantrieb                  | Allradantrieb xDrive                                | Allradantrieb xDrive                                |
| Tank/Antriebsbatterie                                                    |                                |                                |                                |                                |                                |                                |                                |                                |                                |                                   |                                                     |                                                     |
| Tankinhalt, in Liter                                                     | 74                             | 74                             | 74                             | 74                             | 74                             | 65                             | 65                             | 65                             | 65                             | —                                 | —                                                   | —                                                   |
| Energiegehalt des Akkus, nutzbar in kWh                                  | —                              | —                              | —                              | —                              | —                              | 18,7                           | 18,7                           | 18,7                           | 18,7                           | 101,7                             | 101,7                                               | 101,7                                               |
| Elektrische Reichweite, kombiniert in km                                 | —                              | —                              | —                              | —                              | —                              | 80–89                          | 72–80                          | 80–84                          | 71–78                          | 575–611                           | 590–625                                             | 488–560                                             |
| Messwerte                                                                |                                |                                |                                |                                |                                |                                |                                |                                |                                |                                   |                                                     |                                                     |
| Leergewicht nach EU in kg                                                | 2150                           | 2165                           | 2345                           | 2255                           | 2255                           | 2455                           | 2455                           | 2525                           | 2525                           | 2595                              | 2715                                                | 2770                                                |
| max. Zuladung in kg                                                      | 710                            | 695                            | 710                            | 715                            | 715                            | 740                            | 740                            | 680                            | 680                            | 610                               | 610                                                 | 555                                                 |
| max. Anhängelast in kg                                                   | —                              | 2100                           | —                              | 2100                           | 2100                           | 2000                           | 2000                           | 2000                           | 2000                           |                                   | 2000                                                | 2000                                                |
| Beschleunigung, 0 bis 100 km/h in s                                      | 6,7                            | 5,4                            | 4,2                            | 5,8                            | 5,8                            | 4,9                            | 4,8                            | 4,3                            | 4,3                            | 5,5                               | 4,7                                                 | 3,7                                                 |
| Höchstgeschwindigkeit, km/h                                              | 250 (3)                        | 250 (3)                        | 250 (3)                        | 250 (3)                        | 250 (3)                        | 250 (3)                        | 250 (3)                        | 250 (3)                        | 250 (3)                        | 205 (3)                           | 240 (3)                                             | 250 (3)                                             |
| Kraftstoff-/Energieverbrauch, nach EWG-Richtlinie, kombiniert pro 100 km | 7,9 l Super                    | 7,0–8,0 l Super                | 11,2 l Super                   | 6,1–6,8 l Diesel               | 6,1–6,8 l Diesel               | 1,0–1,2 l Super                | 1,0–1,4 l Super                | 1,1–1,2 l Super                | 1,1–1,4 l Super                | 19,1–20,3 kWh                     | 18,4–19,6 kWh (4)                                   | 20,8–23,8 kWh                                       |
| CO2-Emission, kombiniert in g/km                                         | 182                            | 159–183                        | 255                            | 160–178                        | 160–178                        | 22–28                          | 23–31                          | 25–28                          | 25–31                          | —                                 | —                                                   | —                                                   |
| Abgasnorm nach EU-Klassifikation                                         | —                              | —                              | —                              | Euro 6d                        | Euro 6e                        | Euro 6d                        | Euro 6e                        | Euro 6d                        | Euro 6e                        | —                                 | —                                                   | —                                                   |

## Sonderschutzfahrzeug Protection

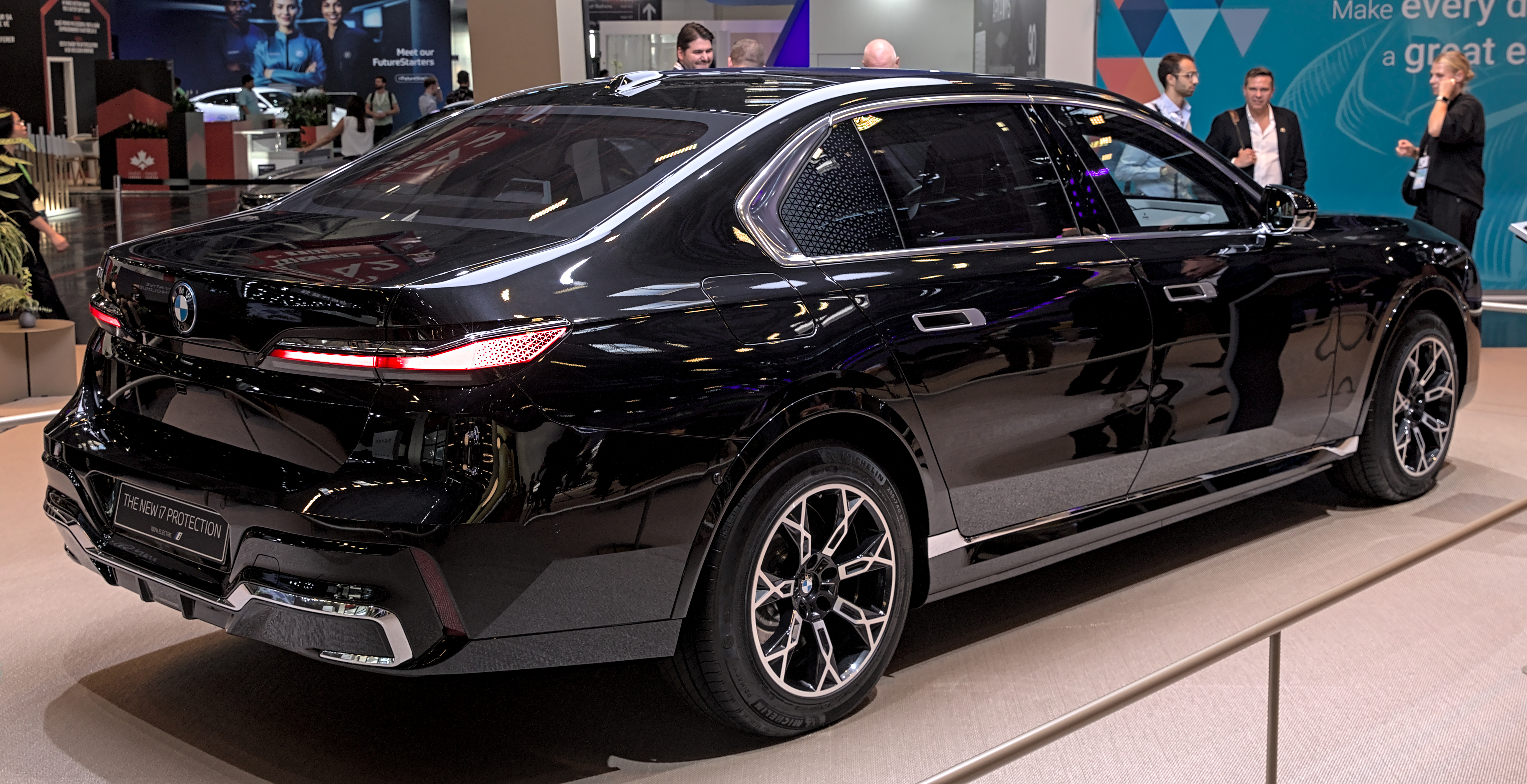
BMW i7 Protection

Mit der äußeren Form des G70 ist das nach Beschussklasse VR10 (i7: VR9) zertifizierte Sonderschutzfahrzeug Protection erhältlich. Die Karosseriestruktur besteht aus Panzerstahl, auch das Dach ist gepanzert, die Verglasung erreicht die Bestimmungen der höchsten Widerstandsklasse VPAM 10 für zivile Sonderschutzfahrzeuge. Das Fahrzeug wiegt bis zu 4450 kg, ist aber äußerlich kaum von den konventionellen Fahrzeugen der Baureihe zu unterscheiden.